# 1883 na arte

## Nascimentos
| Data           | Nome                          | Profissão                       | Nacionalidade                              | Observações | Ref |
| -------------- | ----------------------------- | ------------------------------- | ------------------------------------------ | ----------- | --- |
| 25 de abril    | Luís Bernardo Leite de Ataíde | historiador de arte e etnógrafo | Reino Unido de Portugal, Brasil e Algarves | m. 1955     |     |
| 25 de novembro | José Orozco                   | pintor                          | México                                     | m. 1949     |     |
| ??             | Alfredo Miguéis               | pintor                          | Reino Unido de Portugal, Brasil e Algarves | m. 1943     |     |
| ??             | Henrique Franco               | pintor                          | Reino Unido de Portugal, Brasil e Algarves | m. 1961     |     |

## Mortes
| Data            | Nome               | Profissão             | Nacionalidade   | Observações | Ref   |
| --------------- | ------------------ | --------------------- | --------------- | ----------- | ----- |
| 26 de fevereiro | Miguel Ângelo Lupi | pintor romântico      | Portugal        | n. 1826     |       |
| 30 de abril     | Édouard Manet      | pintor impressionista | França          | n. 1832     |       |
| ??              | Fortunato Lodi     | arquitecto            | Reino de Itália | n. 1805     | [ 1 ] |